# Тубріджи – Дампір-Банбері
Тубріджи – Дампір-Банбері – газопровідна система на північному сході Австралії.
В 1991 році почалась розробка газового родовища Тубріджи (Tubridgi), від установки підготовки якого проклали трубопровід довжиною 87 кілометрів та діаметром 150 мм. Він мав пропускну здатність у 0,8 млн м3 на добу та транспортував ресурс до компресорної станції №2 на трасі потужної газопровідної системи Дампір – Банбері.
Невдовзі в район Тубріджі за допомогою газопроводу Гріффін – Тубріджи подали ресурс офшорного проекту Гріффін. Крім того, сюди ж вивели газопровід Тевенард-Айленд – Тубріджи, який доправляв попутний газ іншої групи офшорних нафтових родовищ. Для транспортування цього ресурсу в 1994-му ввели в дію другу нитку Тубріджи – Дампір-Банбері, що мала діаметр 250 мм та пропускну здатність у 2,4 млн м3 на добу (була відома як газопровід Гріффін).
Розробка Тубріджі та Гріффін припинилась у 2004 та 2009 роках відповідно. Втім, створена під них трубопровідна інфраструктура продовжує працювати на інших проектах, як то:
- в 2017-му почався запуск підземного сховища газу Тубріджи;
- в 2017-му ввели в дію комплекс Вітстоун ЗПГ, частина підготованого яким газу призначена для внутрішніх споживачів та видається по трубопроводу Вітстоун – Дампір-Банбері. Останній на більшій частині маршруту прямує паралельно Тубріджи – Дампір-Банбері та використовує як резервну лінію його 250-мм нитку;
- 150-мм нитка розглядається як частина проекту Ashburton Onslow Gas Pipeline, та має за необхідності подавати ресурс з системи Дампір – Банбері до перемички Тубріджі – Онслоу завдовжки 24 кілометра з діаметром 100 мм, що живить малу ТЕС Онслоу (8 МВт).